# Umbita
La umbita és un mineral de la classe dels silicats. Rep el seu nom del llac Umb, que es troba uns 20 km a l'est de la zona on es va descobrir el mineral.

## Característiques
La umbita és un silicat de fórmula química K₂ZrSi₃O9·H₂O. Va ser aprovada com a espècie vàlida per l'Associació Mineralògica Internacional l'any 1982. Cristal·litza en el sistema ortoròmbic, en forma de cristalls aplanats en {010} de fins a 1 mil·límetre. La seva duresa a l'escala de Mohs és 4,5.
Segons la classificació de Nickel-Strunz, la umbita pertany a «09.DG - Inosilicats amb 3 cadenes senzilles i múltiples periòdiques» juntament amb els següents minerals: bustamita, ferrobustamita, pectolita, serandita, wol·lastonita, wol·lastonita-1A, cascandita, plombierita, clinotobermorita, riversideïta, tobermorita, foshagita, jennita, paraumbita, sørensenita, xonotlita, hil·lebrandita, zorita, chivruaïta, haineaultita, epididimita, eudidimita, elpidita, fenaksita, litidionita, manaksita, tinaksita, tokkoïta, senkevichita, canasita, fluorcanasita, miserita, frankamenita, charoïta, yuksporita i eveslogita.

## Formació i jaciments
Va ser descoberta l'any 1982 a la vall del riu Vuonnemiok, al massís de Khibini, a la península de Kola (óblast de Múrmansk, Rússia). També ha estat trobada a altres indrets del massís de Khibini i del massís de Lovozero. Sol trobar-se associada a altres minerals com: kostylevita, wadeïta, eudialita, feldespat potàssic i aegirina.